# Tony Dumas
Tony Dumas (Chicago, 25 agosto 1972) è un ex cestista statunitense, professionista nella NBA, in Grecia e in Italia.

## Carriera
Dopo il quadriennio trascorso alla University of Missouri–Kansas City, Dumas si dichiara eleggibile per il draft NBA 1994, venendo scelto dai Dallas Mavericks alla 19ª scelta del primo giro.

### Dallas Mavericks
Con la franchigia texana rimane per due anni e mezzo. La sua migliore stagione in maglia Mavs è la seconda, nella quale registra medie pari a 19,2 minuti e 11,6 punti a partita. La sera del 12 gennaio 1996 stabilisce il suo record personale in NBA realizzando 39 punti contro Phoenix, frutto di un 15/19 nei tiri dal campo. Durante l'esperienza a Dallas (143 presenze complessive) viene anche chiamato a partecipare alla gara delle schiacciate 1995 dove si classifica però ultimo avendo sbagliato la schiacciata in tutti e tre i tentativi a disposizione.

### Phoenix Suns
Il 26 dicembre 1996 viene scambiato ai Phoenix Suns insieme ai compagni di squadra Jason Kidd e Loren Meyer, in cambio di Michael Finley, Sam Cassell, A.C. Green più una seconda scelta al draft 1998. La parentesi a Phoenix è però breve: scende in campo solamente sei volte, con un minutaggio medio pari a 8,5 minuti. I Suns riescono ad accedere agli NBA Playoffs 1997, nei quali però Dumas non scende mai in campo.

### Cleveland
Il 1º ottobre 1997 viene inserito in uno scambio a tre squadre che lo porta ai Cleveland Cavaliers insieme a Wesley Person. Qui tuttavia ottiene ancora meno spazio: solamente 6,7 minuti e 2 punti di media nelle sette partite giocate. Viene tagliato nel gennaio 1998.

### CBA
Lascia così l'NBA restando comunque in patria legandosi ai La Crosse Bobcats, franchigia della lega CBA. In 14 partite (di cui 11 da titolare) realizza in media 12,2 punti a partita con il 43,7% al tiro dal campo e il 18,5% da tre punti.

### Europa
L'anno seguente vola in Grecia per essere ingaggiato dallo Sporting Atene, squadra della massima serie greca con cui gioca per tre mesi, visto che all'inizio di dicembre viene sostituito da Nikola Radulović.

### Italia
Nel gennaio del 2001 viene chiamato dalla dirigenza del Basket Rimini in Serie A1 con un contratto a gettone nell'ottica di rimpiazzare il fuggitivo Rodney Buford. Nelle 9 partite disputate viaggia a una media di 16,9 punti, a fronte di 15,1 tiri tentati dal campo a gara. La sua parentesi italiana dura poco meno di due mesi, in quanto la società romagnola alla fine di febbraio lo sospende per motivi disciplinari per poi tagliarlo e sostituirlo con Tony Smith.
Svolge poi un periodo di prova nella seconda metà del 2002 presso l'Al Sadaka, club libanese, ma non ottiene un contratto.

## Statistiche

### College
| Anno      | Squadra          | PG  | PT  | MP   | TC%  | 3P%  | TL%  | RP  | AP  | PRP | SP  | PP   |
| --------- | ---------------- | --- | --- | ---- | ---- | ---- | ---- | --- | --- | --- | --- | ---- |
| 1990-1991 | Kansas City Roos | 28  | 26  | 30,6 | 49,9 | 27,9 | 75,4 | 4,8 | 3,1 | 1,0 | 0,3 | 16,5 |
| 1991-1992 | Kansas City Roos | 28  | 28  | 36,8 | 52,1 | 50,0 | 77,5 | 4,6 | 2,6 | 1,0 | 0,3 | 21,5 |
| 1992-1993 | Kansas City Roos | 27  | 27  | 37,1 | 48,9 | 35,4 | 71,8 | 5,5 | 3,6 | 1,3 | 0,5 | 23,8 |
| 1993-1994 | Kansas City Roos | 29  | 28  | 38,4 | 42,1 | 36,1 | 75,7 | 5,7 | 3,0 | 1,7 | 0,7 | 26,0 |
| Carriera  | Carriera         | 112 | 109 | 35,7 | 47,7 | 37,0 | 75,3 | 5,1 | 3,1 | 1,3 | 0,4 | 22,0 |

### NBA

#### Regular season
| Anno      | Squadra             | PG  | PT | MP   | TC%  | 3P%  | TL%  | RP  | AP  | PRP | SP  | PP   |
| --------- | ------------------- | --- | -- | ---- | ---- | ---- | ---- | --- | --- | --- | --- | ---- |
| 1994-1995 | Dallas Mavericks    | 58  | 0  | 10,6 | 38,4 | 30,1 | 64,9 | 1,1 | 1,0 | 0,2 | 0,1 | 4,6  |
| 1995-1996 | Dallas Mavericks    | 67  | 12 | 19,2 | 41,8 | 35,7 | 59,9 | 1,7 | 1,5 | 0,6 | 0,2 | 11,6 |
| 1996-1997 | Dallas Mavericks    | 18  | 0  | 12,6 | 35,1 | 12,5 | 65,2 | 0,8 | 1,2 | 0,6 | 0,1 | 4,0  |
| 1996-1997 | Phoenix Suns        | 6   | 1  | 8,5  | 31,6 | 25,0 | 50,0 | 0,3 | 0,5 | 0,0 | 0,2 | 2,3  |
| 1997-1998 | Cleveland Cavaliers | 7   | 0  | 6,7  | 50,0 | 50,0 | 0,0  | 0,7 | 0,7 | 0,0 | 0,0 | 2,0  |
| Carriera  | Carriera            | 156 | 13 | 14,2 | 40,4 | 32,7 | 60,8 | 1,3 | 1,2 | 0,4 | 0,1 | 7,3  |